# Kasteel Mishaegen

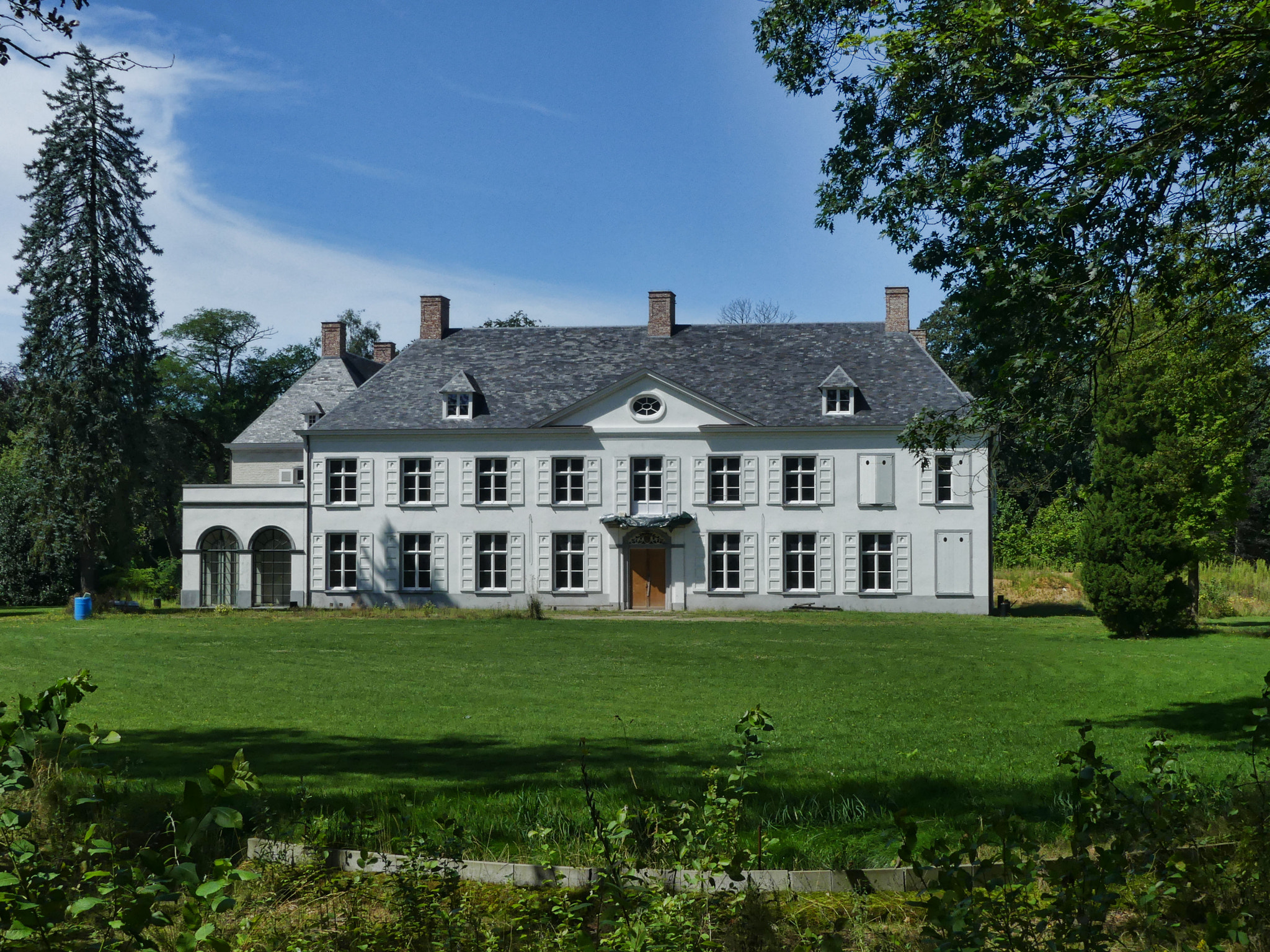
Kasteel Mishaegen

Het Kasteel Mishaegen is een kasteel nabij de Antwerpse plaats Brasschaat, gelegen aan Mishagen 47.

## Geschiedenis
In 1482 werden twee boerderijen in dit gebied geschonken aan het Sionklooster (ook: Klooster van Mishagen) van de zusters augustinessen. Deze boerderijen waren de Grote Mishagen, voor het eerst vermeld in 1423, en de Kleine Mishagen, voor het eerst vermeld in 1411 als Mishagen.
Van het klooster is de ontstaansgeschiedenis niet bekend. In 1542 werd het door de troepen van Maarten van Rossum aangevallen en kort daarna begonnen de godsdiensttwisten, waarop de zusters in 1564 naar Breda vertrokken.
Mishaegen kende daarna diverse eigenaars en in 1769 werd het gekocht door Charles de Proli, welke er in 1772 een hof van plaisantie (buitenhuis) liet bouwen. Dit was een koopman, die echter failliet ging, waarop het goed aan de familie Guyot kwam.
De twee hoeven werden in 1940 gesloopt.

## Domein
Het kasteel is van 1772 en werd gebouwd in classicistische stijl. In de 20e eeuw werd het verfraaid met onder meer het driehoekig fronton.
Het omringende park werd in het derde kwart van de 19e eeuw heraangelegd. Ook kwam er toen een koetshuis en een conciërgewoning annex boerderij.